# ジョルジ・ジャニニー・タバレス・セメド
ジャニニー (Djaniny) ことジョルジ・ジャニニー・タバレス・セメド（Jorge Djaniny Tavares Semedo, 1991年3月21日 - ）は、カーボベルデ・サンタ・クルス (カーボベルデ)出身の同国代表サッカー選手。ポジションはFW。

## 経歴

### クラブ
ジャニニーは、18歳の時に新エネルギーを勉強するためにポルトガルへ渡り、アングラ・ド・エロイズモ地域リーグに属するアゾレス諸島のGDヴェレンセでキャリアを始めた。
ヴェレンセで2シーズン50得点を記録した後、2011年7月18日に20歳で1部のUDレイリアと3年契約を結んだ。
8月21日、1-2で敗れたアウェーのFCパソス・デ・フェレイラ戦でデビューを果たし、10月30日のヴィトーリア・セトゥーバル戦でプロ初得点を挙げ、ホームで2-0と勝利した。次のスポルティング・クルーベ・デ・ポルトゥガル戦でも得点を決めるも1-3で敗れた。
2012年1月にSLベンフィカと契約し、2012-13シーズンは2部を戦うBチームに登録されたが、8月31日に1年間の期限で1部のSCオリャネンセへ貸し出された。

### 代表
2011年にカーボベルデ代表に初招集され、2012年6月2日に1-2と敗れたシエラレオネ戦でデビュー。6月16日のアフリカネイションズカップ2013予選マダガスカル戦で初得点を挙げ3-1で勝利した。最終予選のカメルーンとの第1戦でも得点を挙げるなど代表史上初のアフリカネイションズカップ出場に貢献し、アフリカネイションズカップ2013のメンバーにも選ばれた。